# 1998 VY29
1998 VY29  är en trojansk asteroid i Jupiters lagrangepunkt L4. Den upptäcktes 10 november 1998 av LINEAR i Socorro County, New Mexico.
Asteroiden har en diameter på ungefär 33 kilometer.